# جراجمة
الجراجمة أو المَرَدة هم مجموعة سكانية موطنهم الأصلي المناطق المحيطة بجبال الأمانوس. ظهروا في التاريخ كشعب قاوم الأمويين في مناطق الثغور. لا يعرف الكثير عن أصلهم غير أنه من المرجح اعتناقهم المسيحية الميافيزية أو المونوثيليتية، ويرجح مؤرخون كونهم مجموعة أرمنية أو إيرانية. كما تلمح تسميتهم بالجراجم بالمصادر السريانية والعربية انحدارهم من مدينة جرجم بقيليقيا.

## التاريخ
ظهر اسم الجراجمة أول مرة في فترة الفتوحات الإسلامية للشام، فتمتعوا في بادىء الأمر باستقلال كبير في منطقة العواصم الفاصلة بين الدولتين الأموية والبيزنطية. ويبدو أنهم اتفقوا للتجسس على البيزنطيين لحساب العرب غير أن ولائهم كان متذبذبا ولم يترددوا في التحالف مع البيزنطيين في أحيان عدة. وبحسب مصادر سريانية ويونانية فقد امتد نفوذهم من «الجبل الأسود» حتى «المدينة المقدسة»، وقد فسرت مصادر تاريخية هاتين المنطقتين على أنهما جبل لبنان والقدس، غير أن الباحثين المعاصرين يرجعونهما إلى جبل الأمانوس وهاجيوبوليس بسوريا العليا.
ازدادت أعداد الجراجمة بعد أن انضمت إليهم مجموعات من العبيد الفارين الأمر الذي دفع معاوية لدفع جزية لقسطنطين الرابع لكبح تقدّمهم. غير أن خلفه جستنيان الثاني أباح لهم الإغارة على الشام فتوغلو حتى وصلوا لبنان ما دفع الأمويين بمضاعفة الجزية المدفوعة. وبالمقابل وافق جستنيان على إعادة توطين الجراجمة ببلاد الإغريق. غير أن بعضهم استمر بالإغارة على الأمويين حتى تمكّن مسلمة بن عبد الملك من احتلال آخر حصونهم وقام بإعادة توطينهم بأجزاء من الشام، كما عمد إلى تجنيدهم في جيشه بعد أن سمح لهم بالاحتفاظ بديانتهم.

## الجراجمة في المصادر العربية
ظهر اسم الجراجمة بين القرن السّابع والعاشِر الميلادي بشكلِ ومضات قاوَموا الحكمَ الأموي فترة من الزمن استغلالا للظروف الداخلية التي مرت بها الدولة الأموية في فترة حروبه مع الخوارج ومع ابن الزبير. انتسِبوا لـِ «جرجوما» المدينةَ في جبلِ أمانوس، الواقعة بين سوريا وتركيا. وقال المورّخ البيزنطي يوفانوس (850-817م) عنهم: «كانوا متمَركزين في لبنان سنة 669م، إثرَ المعارك، وفي مدّةٍ وجيزةٍ، غدوا آلافًا عدّة. واحتلّوا ما بين جبل أمانوس، والمدينة المقّدسة، أورشليم. وكانوا يُشكِّلون جِدارًا من النُّحاس، ضدّ الغزوِ العربيّ، ويُلقونَ الرّعبَ ما بين الأمانوس وأورشليم». كما نسبهم الأصفهاني إلى قوم من الفرس نزحوا غربا واستوطنوا منطقة جرجومة. اما الاب أنستاس الكرملي فوصفهم بتجمع عسكري وليس بقوم أو مرتبطين بدين.<إن كلام الأب انستاس الكرملي هو المرجح عندي بأنهم تجمع عسكري وليسوا قوماً ولا مرتبطين بدين أو قوم لعدة أسباب أهمها: أولاً- نسبتهم إلى جرجوما وهي مدينة فلو كانوا قوم لنسبوا إلى قومهم. ثانياً - قول المؤرخ البيزنطي تيوفانوس:{وفي مدّةٍ وجيزةٍ، غدوا آلافًا عدّة. واحتلّوا ما بين جبل أمانوس، والمدينة المقّدسة، أورشليم} ! إذاً لوكانوا قوماً لتزايدوا تزايداً طبيعياً وكونهم تجمع عسكري تزايدوا حتى غدوا آلاف في مدة وجيزة حسب قوله.ثالثاً- قول البلاذري في الفتوح {واستَحوذوا على قممِ لبنان وانضم إليهم كثيرون } إذاً كان الانضمام الكثيرون لهذا التجمع الذي عرف بالجراجمة.
وأضيف فعلا كانوا أشداء ورجال حرب حتى أن صلاح الدين الأيوبي استعان بهم في حروبه ضدد الصلبيين -> ** م.
كانوا يَدينون بالمَجوسية ثمّ تنصّروا وعمرّت مواطنَهم بالأديار والمناسك والصوامع، حتّى دُعِيَت طور عابدين أي جبل العُبّادِ والقدّيسين.

### حروبهم ضد العرب ونهايتها
خلال الحكمِ البيزنطي كان الجراجمة خاصعين لحاكمِ أنطاكية في سوريا. عندما هاجمَ أبو عبيدة أنطاكية عام 638م حاول الجراجمة اللّحاقِ بالروم، ولم ينتَبه المسلمون لهم. غزا حبيب بن مسلمة الفهري، المعين من قَبِلِ أبي عبيدة، انطاكية ثانية فَصالحَه أهلُها على أن يكونوا حلفاء للعرب بمعاهدةٌ يعفى بموجبِها الجراجمةُ وحلَفاؤُهم من الجزية وينعَمون بامتِيازاتِ تكرس استقلالهم. وفي 677م، «دخل المردة فضبطوا كلّ ما كان من الجبل الأسود - هو القسم الشمالي من جبال العلويين المشرفِ على مدينة السّويدية أي سلوقية بياريه في سوريا -، إلى لمدينةِ المقدّسة. واستَحوذوا على قممِ لبنان وانضم إليهم كثيرون، حتّى أصبح عددهم في مدّة وجيزة ألوفًا كثيرةً، وسمِع معاوية وأصحاب مشورته بذلك فخشوا جدًّا من عاقبته حتّى فكّروا بأنّ اللّه محام عن مملكة الرّومانيين وأرسلُوا وفدا إلى قسطنطين الملك يطلبون الصّلح ويعدون بوفاء جزية كلَ سنة فتقبل الملك وفدهم بالإعزاز والتكريم، وأوفدَ معهم إلى المتصف، وقر الرأي على أن يدفع العرب كلَّ سنة إلى الرومانيين ثلاثةَ آلاف ذهب، وثمانية آلاف أسير، وخمسين جوادا من الخيل الجياد. وأبرِم الصلح إلى ثلاثين سنة، وعاد إذاّك، البطريرك يوحنّا إلى الملك بهدايا نفيسة» 159.
وقد بقي الوضع كذلك إلى أن انتهت الدولة الأموية من مشاكلها الداخلية ويتحدث عنهم البلاذري في نفس المرجع ((فلما كانت أيام ابن الزبير وموت مروان بن الحكم وطلب عبد الملك الخلافة لتوليه إياه عهده واستعدادهم للشخوص إلى العراق لمحاربة المصعب بن الربير، خرجت خيل الروم إلى جبل اللكام وعليها قائد من قوادهم، ثم صارت إلى لبنان وقد ضوت إليها جماعة كثيرة من الجراجمة وأنباط وعبيد أباق من عبيد يؤديه إليه لشغله عن محاربته وتخوفه أن يخرج إلى الشام فيغلب عليه. واقتدى بصلحه بمعاوية حين شغل بحرب أهل العراق فإنه صلحهم على أن يؤدي إليهم مالاً وارتهن منهم رهناء وضعهم ببعلبك. ووافق ذلك أيضاً طلب عمرو بن سعيد بن العاص الخلافة وإغلاقه أبواب دمشق حين خرج عبد الملك عنها فازداد شغلاً، وذلك في سنة سبعين.
ثم إن عبد الملك وجه إلى الرومي سحيم بن المهاجر فتلطف حتى دخل عليه متنكراً، فأظهر الممالأة له وتقرب إليهم بذم عبد الملك وشتمه وتوهين أمره حتى أمنه واغتر به. ثم إنه انكفأ عليه بقوم من موالي عبد الملك وجنده كان أعدهم لموقعته ورتبهم بمكان عرفه. فقتله ومن كان معه من الروم ونادى في سائر من ضوي إليه بالأمان.
فتفرق الجراجمة بقرى دمشق وحمص. ورجع أكثرهم إلى مدينتهم باللكام وأتى الأنباط قراهم فرجع العبيد إلى مواليهم.
وكان ميمون الجرجماني عبداً رومياً لبني أم الحكم أخت معاوية بن أبي سفيان وهم ثقفيون، وإنما نسب إلى الجراجمة لاختلاطه بهم وخروجه بجبل لبنان معهم. فبلغ عبد الملك عنه بأس وشجاعة فسأل مواليه أن يعتقوه ففعلوا. وقوده على جماعة من الجند وصيره بإنطاكية، فغزا مع مسلمة بن عبد الملك الطوافة، وهو على ألفٍ من أهل إنطاكية. فاستشهد بعد بلاءٍ حسن وموقف مشهود. فغم عبد الملك مصابه وأغزى الروم جيشاً عظيماً طلباً بثأره.
قالوا: ولما كانت سنة تسع وثمانين اجتمع الجراجمة إلى مدينتهم وأتاهم قوم من الروم من قبل الإسكندرونة وروس. فوجه الوليد بن عبد الملك إليهم مسلمة بن عبد الملك فأناخ عليهم في خلق من الخلق، فافتتحها على أن ينزلوا بحيث أحبوا من الشام، ويجري على كل امرئ منهم ثمانية دنانير، وعلى عيالا تهم القوت من القمح والزيت، وهو مديان من قمح وقسطان من زيت، وعلى أن لا يكرهوا ولا أحدٌ من أولادهم ونسائهم على ترك النصرانية، وعلى أن يلبسوا لباس المسلمين، ولا يؤخذ منهم ولا من أولادهم ونسائهم جزية، وعلى أن يغزوا مع المسلمين فينفلوا أسلاب من يقتلونه مبارزة، وعلى أن يؤخذ من تجارتهم وأموال موسر يهم ما يؤخذ من أموال المسلمين. فأخرب مدينتهم وأنزلهم فأسكنهم جبل الحوار وسنح اللولون «كذا» وعمق تيزين. وصار بعضهم إلى حمص ونزل بطريق الجرجومة في جماعة معه إنطاكية، ثم هرب إلى بلاد الروم.
وقد كان بعض العمال ألزم الجراجمة بإنطاكية جزية رؤوسهم، فرفعوا ذلك إلى الواثق بالله وهو خليفة فأمر بإسقاطها عنهم.))

## علاقتهم بالموارنة
زعم عدد من المؤرخين الموارنة كيوسف سمعان السمعاني ويوسف الدبس انحدار الموارنة من المردة. غير أن معظم المؤرخين والباحثين ينكرون هذه الصلة.